# 艾因凱爾邁 (布哈傑爾區)
36°35′38″N 8°12′04″E / 36.59389°N 8.20111°E
艾因凱爾邁（阿拉伯语：‎），是阿爾及利亞的城鎮，位於該國東北部塔里夫省，由布哈傑爾區負責管轄，面積111平方公里，海拔高度366米，2008年人口14,377，人口密度每平方公里130人。